# Bambini di Białystok

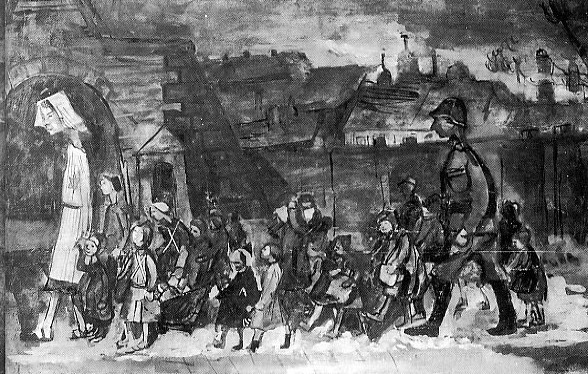
I bambini di Białystok al loro arrivo a Terezín (disegno di Otto Ungar)

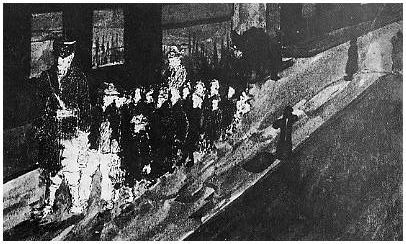
I bambini di Białystok al loro arrivo a Terezín (disegno di Pavel Fantel)

I bambini di Białystok sono stati un gruppo di circa 1260 bambini provenienti dal ghetto di Białystok, i quali nel 1943 alla liquidazione del ghetto furono inviati con uno speciale trasporto a morire a Auschwitz-Birkenau dopo una sosta di 6 settimane al campo di concentramento di Theresienstadt (Terezín). Nessuno di loro è sopravvissuto.

## Storia
Il ghetto di Białystok fu tra i principali ghetti nazisti creati nei territori conquistati in seguito all'invasione tedesca dell'Unione Sovietica. Istituito il 26 luglio 1941, servì come luogo di raccolta per oltre 40.000 ebrei della città e dei villaggi limitrofi.
Nel ghetto l'intera popolazione abile fu sottoposta al lavoro coatto. Anche i bambini in grado di lavorare fecero la loro parte, e come gli altri soffrirono le terribili condizioni di vita del ghetto e morirono a centinaia di fame e malattia.    
Quando nel 1943 cominciarono le deportazioni di massa verso i campi di sterminio, i bambini furono tra i primi ad essere caricati sui treni, assieme agli anziani, ai malati e ai disabili. Molti di loro affollarono i primi trasporti effettuati dal ghetto di Białystok per Treblinka tra il 5 e il 12 febbraio 1943.
Nell'agosto del 1943, nonostante un eroico tentativo di ribellione che durò cinque giorni, si procedette alla liquidazione definitiva del ghetto. Per circostanze non del tutto chiare i nazisti decisero a questo punto di separare i bambini dai loro familiari prima della partenza e di farne parte di un trasporto speciale. L'operazione fu condotta in prima persona da Fritz Gustav, capo della Gestapo di Białystok. La pratica del tutto inusuale sembra che avvenisse come parte di un piano che le autorità tedesche stavano allora considerando, che prevedeva di usarli in cambio del rilascio di prigionieri. Avvenne cosi che il 17 agosto tutti i bambini tra i quattro e i 14 anni ancora presenti nel ghetto furono radunati e dopo pochi giorni (il 21 agosto) imbarcati su un treno che li condusse al campo di concentramento di Theresienstadt (Terezín) insieme ad un gruppo di accompagnatori. Il 24 agosto il treno arrivò a destinazione. Gli accompagnatori furono fatti proseguire per Auschwitz dove furono quasi tutti uccisi nelle camere a gas al loro arrivo, accetto una ventina che furono selezionati per il lavoro forzato (tra di essi Helena Wolkenberg, unico testimone sopravvissuto).

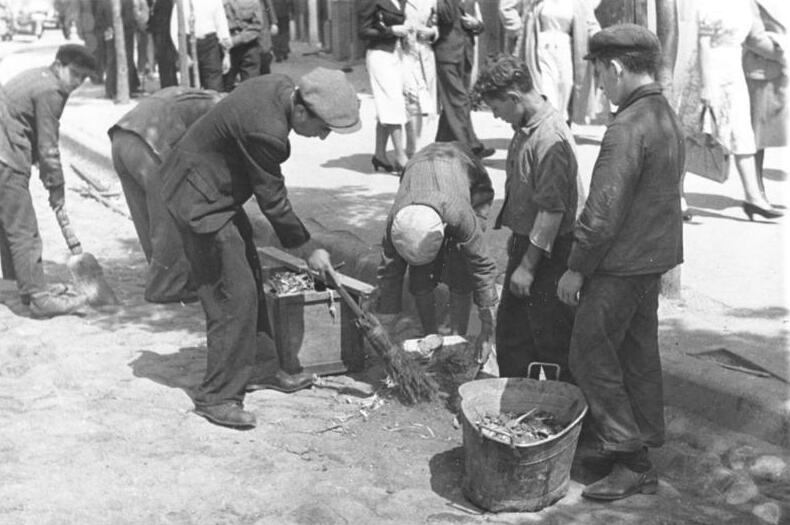
Ragazzini al lavoro nel ghetto di Białystok

I bambini (la maggior parte dei quali aveva tra i 6 e i 12 anni) giunsero a Terezín in condizioni che i testimoni definiscono come deplorevoli, dopo gli anni di stenti e privazioni trascorsi nel ghetto. Nonostante che anche a Terezín le condizioni di vita fossero molto difficili, la vista di quei bambini spauriti, affamati, scalzi e vestiti solo di stracci provocò una tale impressione tra gli internati a Terezín, che di essi esistono almeno 5 disegni che li ritraggono al loro arrivo. Poiché i bambini erano stati testimoni dell'uccisione degli adulti e potevano diffondere notizie accurate sul trattamento degli ebrei nei ghetti della Polonia e sull'esistenza delle camere a gas, a Terezín essi furono tenuti in isolamento. Condotti alle docce i bambini furono in effetti presi dal panico credendo di trovarsi in una camera a gas e si fece fatica a calmarli. Dopo la doccia vennero sistemati in alcune baracche di legno fuori dei confini del campo, rifocillati e rivestiti. Un numero imprecisato di loro non sopravvisse al viaggio. I 53 "volontari" (medico, infermieri, assistenti sociali), che furono selezionati per prendersi cura di loro (tra cui anche la sorella di Franz Kafka, Ottilie), furono anch'essi isolati nelle baracche assieme ai bambini. 
Per qualche tempo i nazisti continuarono a sperare di poter utilizzare i bambini per uno scambio di prigionieri o di materie prime ma quando le trattative con gli inglesi fallirono, i 1196 bambini ancora in vita furono inviati ad Auschwitz (assieme agli adulti che li avevano accuditi). Il trasporto, partito il 5 ottobre 1943, arrivò ad Auschwitz il 7 ottobre. Nonostante all'epoca esistesse a Birkenau un campo speciale per le famiglie di Terezín, in questo caso tutti i componenti del trasporto (bambini e accompagnatori) vennero immediatamente condotti alle camere a gas. Di tutti i bambini partiti il 17 agosto da Białystok, nessuno sopravvisse.
Gli unici bambini di Białystok a sopravvivere all'Olocausto furono un gruppo di oltre 80 di loro, di età compresa tra gli otto e i tredici anni, i quali al momento dell'invasione tedesca, il 22 giugno 1941, si trovavano in vacanza in un campo estivo a Druskininkai, una cittadina termale nel sud della Lituania. Essi poterono essere evacuati in tempo prima dell'arrivo delle truppe tedesche e non conobbero quindi l'esperienza del ghetto. Accompagnati da un loro insegnante, Jakow Tobiasz (1900-1970), trascorsero gli anni della guerra nel cuore della Russia, in una località degli Urali lontana dal fronte, per poi emigrare con lui in Palestina nell'estate del 1946. Per i bambini ebrei raccolti nel ghetto invece non ci fu scampo.

## La memoria
Nel 2014 la storia dei bambini di Białystok fu commemorata nel dramma Sie hatten so verängstigte Augen ("C'era così tanta paura nei loro occhi"), diretto da Markus Schuliers.